# Wēijī

El mot wēijī en xinès tradicional (a dalt) i simplificat (a baix)

El mot xinès wēijī (xinès tradicional: 危機, xinès simplificat: 危机, pinyin: wēijī, Wade-Giles: wei-chi, literalment 'crisi') és un recurs motivacional en el món occidental arrelat en la falsa creença que està compost pels caràcters que representen els conceptes "perill" i "oportunitat" i que, per tant, en tota crisi hi ha una oportunitat. Aquesta creença errònia pot considerar-se una llegenda urbana o un cas d'etimologia popular.